# Лікург (король Немеї)
Лікург (дав.-гр. Λυκοῦργος) був міфологічним басилевсом Немеї, сином Ферета та Періклимени, брат Адмета. Він був чоловіком Еврідіки з Немеї (або Амфітеї) та батьком Офельта. Його могила була в гаю Немейського Зевса.